# Andrew Betts
Andrew Richard Betts (* 11. Mai 1977 in Ashby-de-la-Zouch, North West Leicestershire) ist ein britischer Basketballspieler. Nach dem Studium in den Vereinigten Staaten spielte Betts in den drei wichtigsten europäischen Ligen in Italien, Griechenland und Spanien. Zum Ende seiner Karriere spielte er in der Saison 2010/11 auch in der Ukraine, bevor er anschließend wieder in die spanische Liga ACB zurückkehrte. Betts gewann mit seinen Vereinen die nationalen Meisterschaften von Spanien, Griechenland und der Ukraine sowie den FIBA EuroCup 2006 mit DKV Joventut de Badalona; mit der britischen Nationalmannschaft nahm er an der EM-Endrunde 2009 teil.

## Karriere
Bereits mit 17 Jahren wechselte Betts 1994 zum Studium in die USA. Aus Großbritannien stammend, das über wenig Tradition im Basketballsport verfügt, bekam der wegen seiner immensen Körpergröße für diesen Sport prädestinierte Betts zunächst nur ein Angebot für ein Studium an einer Universität, die nur eine Hochschulmannschaft in der NCAA Division II hatte. An der Long Island University im Standort Brookville spielte er für die Pioneers und blieb dort drei Jahre, um dann für ein abschließendes Jahr seiner Collegekarriere an die Westküste zu den 49ers der California State University, Long Beach in der Big West Conference der Division I zu wechseln. 1998 wurde er dann im NBA Draft vom Profiklub Charlotte Hornets aus der am höchsten dotierten US-Profiliga NBA ausgewählt, die ihn in der Folge jedoch nicht unter Vertrag nahmen.
Nach dem Studienende kehrte Betts 1998 nach Europa zurück und spielte zunächst für den italienischen Pokalsieger und Vizemeister Fortitudo aus Bologna in der Serie A. Nach dem ersten Platz in der Hauptrunde schied Fortitudo jedoch in der Saison 1998/99 wie im italienischen Pokalwettbewerb bereits in den Halbfinal-Play-offs der italienischen Meisterschaft aus. Auch im höchsten europäischen Vereinswettbewerb FIBA Euroleague erreichte man das Halbfinale und schied dort ausgerechnet gegen den lokalen Rivalen Kinder Bologna beim Final-Four-Turnier in der Olympiahalle München aus. Nachwuchsspieler Betts wechselte nach wenig Einsatzzeit bei der europäischen Spitzenmannschaft zum Ligakonkurrenten und regionalen Rivalen aus Reggio nell’Emilia, wo er mehr Spielanteile bekam und seine Punktausbeute auf über zehn Punkte im Schnitt steigern konnte. Der vormalige Play-off-Teilnehmer aus der Emilia-Romagna hatte jedoch eine sportlich enttäuschende Spielzeit und stieg nach nur sieben Siegen in 30 Spielen als Tabellenletzter aus der höchsten italienischen Spielklasse wieder ab. Für die Meisterschafts-Play-offs wechselte Betts daraufhin nach Spanien, wo er mit Real Madrid die spanische Meisterschaft gewann.
Für die folgenden drei Jahre spielte Betts ab 2000 für Athlitiki Enosi Konstantinoupoleos aus Athen in der griechischen A1 Ethniki. In der Saison 2000/01 verteidigte er mit dem Verein den Pokaltitel und erreichte in der neu geschaffenen EuroLeague das Halbfinale, wo man gegen den baskischen Verein TAU Cerámica ausschied. 2002 gewann man nach 32 Jahren erstmals wieder für AEK eine griechische Meisterschaft und griff damit in die Siegesserie des lokalen Rivalen Panathinaikos Athen ein, der zwischen 1998 und 2011 ansonsten alle Meisterschaftstitel erringen konnte. Betts erzielte in der griechischen Meisterschaft beinahe ein Double-Double im Schnitt mit 10,6 Punkten und 8,9 Rebounds pro Spiel. In der EuroLeague 2001/02, die mittlerweile die FIBA Euroleague beziehungsweise Suproleague als prestigeträchtigsten Vereinswettbewerb abgelöst hatte, musste man jedoch in der Runde der 16 besten Mannschaften in der „Athener Gruppe“ mit Panathinaikos und Olympiakos Piräus sowie KK Union Olimpija Ljubljana Panathinaikos den Vortritt lassen, die am Ende auch den Titel gewannen. In der folgenden Spielzeit verlor man die Finalserie der griechischen Meisterschaft gegen Panathinaikos, die sich damit den Titel zurückholten. Nach einer desaströsen EuroLeague 2002/03 mit nur einem Sieg in 14 Spielen der Vorrunde verließ Betts am Saisonende den Verein.
Für die Spielzeit 2003/04 unterschrieb Betts einen Vertrag bei TAU Cerámica in Vitoria-Gasteiz. Mit dieser Mannschaft gewann er 2004 den spanischen Pokalwettbewerb „Copa del Rey“. Nach dem ersten Platz in der regulären Spielzeit der Liga ACB schied man in der Play-off-Halbfinalserie der Meisterschaft aus. In der folgenden Spielzeit belegte man erneut den ersten Platz der Abschlusstabelle und zog diesmal bis in die Finalserie um die Meisterschaft ein, in der man knapp in fünf Spielen seinem Ex-Verein Real Madrid unterlag. Auch in der EuroLeague 2004/05 erreichte man beim Final-Four-Turnier in der Olympiahalle Moskau das Finale, nachdem man im Halbfinale Gastgeber PBK ZSKA Moskau geschlagen hatte. Im Finale musste man jedoch dem Titelverteidiger Maccabi Tel Aviv den Vortritt lassen. Betts Spielanteile gingen beim baskischen Verein zunehmend zurück und er wechselte für die Spielzeit 2005/06 zum katalanischen Ligakonkurrenten DKV Joventut aus Badalona. In der spanischen Meisterschaft schied man im Halbfinale gegen den späteren Meister Unicaja Málaga aus, während im FIBA EuroCup das Final-Four-Turnier erreicht wurde, wo man aus Betts Sicht erneut im Halbfinale den Gastgeber bezwang. Nach dem Sieg über BK Kiew gewann man auch deutlich das Finale gegen den russischen Verein BK Chimki. In der folgenden Spielzeit erreichte Joventut erneut die Halbfinalserie um die spanische Meisterschaft, die knapp gegen Real Madrid verloren ging. Für eine weitere Spielzeit in der Liga ACB wechselte Betts zu Cajasol aus Sevilla, mit denen er jedoch in der Saison 2007/08 die Play-offs um die Meisterschaft verpasste.
Der zunehmend unter Verletzungsproblemen leidende Betts setzte den Anfang der Saison 2008/09 aus und unterschrieb erst im Januar 2009 einen neuen Vertrag bei Aris aus Thessaloniki. Bei seiner Rückkehr in die griechische Liga erreichte er mit dem Verein die Halbfinalserie, die gegen Titelverteidiger Panathinaikos verloren ging. Gegen einen weiteren Athener Verein GS Marousi verlor man auch die Serie um den dritten Platz, die für den Sieger die Teilnahme an der Qualifikation der EuroLeague 2009/10 berechtigte. Nachdem Betts bereits 1996 für die englische Nationalmannschaft debütiert hatte, reaktivierte er seine internationale Karriere für die britische Nationalmannschaft, die nach Vergabe der Olympischen Spiele 2012 nach London 2006 neu formiert wurde. Mit dieser Mannschaft konnte man sich erstmals 2009 für eine EM-Endrunde qualifizieren, wo man jedoch in den Gruppenspielen der ersten Runde nach drei Niederlagen gegen die späteren Halbfinalteilnehmer Slowenien, Spanien und Serbien in der ersten Gruppenphase ausschied. Sein Verein Aris Saloniki bekam schließlich auch einen Startplatz in der Euroleague-Qualifikation zugeteilt, in der man dann in Hin- und Rückspiel ausgerechnet gegen den nationalen Rivalen Marousi erneut den Kürzeren zog. Im Eurocup 2009/10 der ULEB belegte man dann den zweiten Platz in der Gruppenphase der besten 16 Mannschaften hinter dem deutschen Vertreter Alba Berlin, der in der Euroleague-Qualifikation ebenfalls gegen GS Marousi gescheitert war. Dadurch traf man im Viertelfinale auf den späteren Titelträger Power Electronics Valencia aus Spanien, der im Finale später Alba Berlin besiegte und den Titel holte.
Für die Spielzeit 2010/11 unterschrieb Betts einen Vertrag bei BK Budiwelnik aus der ukrainischen Hauptstadt Kiew, die ihre Heimspiele im Sportpalast Kiew austragen, wo Betts mit DKV Joventut 2006 seinen einzigen internationalen Vereinstitel gewann. Budiwelnik gewann mit Betts nach 14-jähriger Pause erneut eine ukrainische Meisterschaft. Im Eurocup 2010/11 schied man aus Betts’ Sicht erneut im Viertelfinale gegen eine spanische Mannschaft aus, diesmal gegen seinen Ex-Verein Cajasol Sevilla. Für die Spielzeit 2011/12 kehrte Betts dann auch nach Spanien zurück und spielte für Lagun Aro GBC wieder im Baskenland, diesmal in San Sebastián. Der Basketballverein der Provinz Gipuzkoa erreichte nach dem fünften Platz in der regulären Spielzeit erstmals die Play-offs um die spanische Meisterschaft, wo man wie im Pokalwettbewerb im Viertelfinale ausschied. Nachdem sich Betts bereits Anfang 2011 zum Rücktritt aus der britischen Nationalmannschaft entschloss, verpasste er nicht nur die Teilnahme an der EM-Endrunde 2011, sondern auch die erstmalige Teilnahme einer britischen Mannschaft seit den Olympischen Spielen 1948 am Basketball-Wettbewerb bei den Olympischen Spielen 2012 in London.